# اس‌ام یوبی-۸۷
اس‌ام یوبی-۸۷ (به انگلیسی: SM UB-87) یک زیردریایی بود که طول آن ۵۵٫۸۵ متر (۱۸۳٫۲ فوت) بود. این زیردریایی در سال ۱۹۱۷ ساخته شد.